# Belgisch-luxemburgische Beziehungen
Die Belgisch-luxemburgischen Beziehungen sind das zwischenstaatliche Verhältnis zwischen Belgien und Luxemburg. Beide Länder verbindet eine lange gemeinsame Geschichte als Teil der burgundischen und habsburgischen Niederlande sowie des Königreichs der Vereinigten Niederlande, welches zwischen 1815 und 1830 kurzzeitig den gesamten Raum Benelux vereinigte. Nach der Belgischen Revolution wurde der Westteil Luxemburgs 1839 als Provinz Luxemburg an Belgien angeschlossen, während das verkleinerte Großherzogtum Luxemburg in einer Personalunion mit den Niederlanden verblieb. Mit der Lösung Luxemburgs aus der Union mit den Niederlanden orientierte sich Luxemburg außenpolitisch an Belgien und 1921 wurde die Belgisch-Luxemburgische Wirtschaftsunion unterzeichnet, welche einen gemeinsamen Wirtschafts- und Währungsraum begründete. Nach dem Ende des Zweiten Weltkriegs arbeiten beide Länder eng im Rahmen der europäischen Einigung zusammen. In der Gegenwart bestehen ein partnerschaftliches Verhältnis zwischen beiden Staaten sowie enge persönliche Beziehungen zwischen den Monarchen beider Länder. 

## Geschichte

### Vorgeschichte

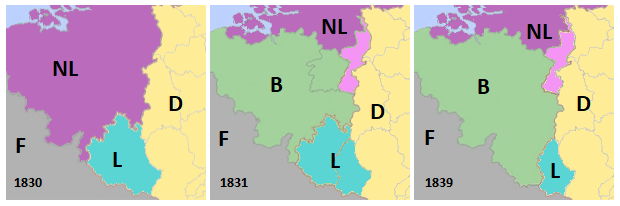
Belgien und Luxemburg zwischen 1830 und 1839

Belgien und Luxemburg gehörten nacheinander der burgundischen und habsburgischen Niederlande an und erlebten damit eine gemeinsame Geschichte. Die heutigen Gebiete Belgiens und Luxemburgs waren nach dem Wiener Kongress 1815 zunächst Teil des Vereinigten Königreichs der Niederlande unter König Wilhelm I. 1830 erkämpfte sich Belgien jedoch in einer Revolution seine Unabhängigkeit, an der sich auch viele Luxemburger beteiligten. So griff die Revolution auf weite Teile Luxemburgs über und lediglich Luxemburg-Stadt blieb König Wilhelm loyal. So war der Luxemburger Jean-Baptiste Nothomb ein Verfechter der belgischen Sache und wirkte als einer der „Väter“ der belgischen Verfassung von stand 1841 bis 1845 an der Spitze der Regierung. Infolge internationaler Vermittlung wurde das Großherzogtum Luxemburg 1839 geteilt: Die östliche Hälfte blieb als souveränes Großherzogtum unter der niederländischen Krone bestehen, während der westliche Teil als Provinz Luxemburg an Belgien fiel, zum Missfallen vieler Luxemburger. Diese Grenzziehung, endgültig markiert durch Grenzsteine im Jahr 1843, legte den Grundstein für die bis heute bestehende Nachbarschaft beider Staaten.
Luxemburg unter niederländischer Herrschaft war gleichzeitig ein Mitglied im Deutschen Bund und wurde 1867 – ähnlich wie Belgien 1839 – von den Großmächten für neutral erklärt. Die Personalunion mit den Niederlanden endete 1890, als die Thronfolge aufgrund unterschiedlicher Erbregeln auseinanderfiel. Großherzog Adolph aus dem Haus Nassau-Weilburg übernahm damals den luxemburgischen Thron, womit Luxemburg wieder eine eigene Dynastie begründete. Nach dem Ende der niederländisch-luxemburgischen Verbindung orientierte sich Luxemburg außenpolitisch verstärkt an Belgien, was den Weg für eine enge Zusammenarbeit im 20. Jahrhundert ebnete.

### 20. und 21. Jahrhundert

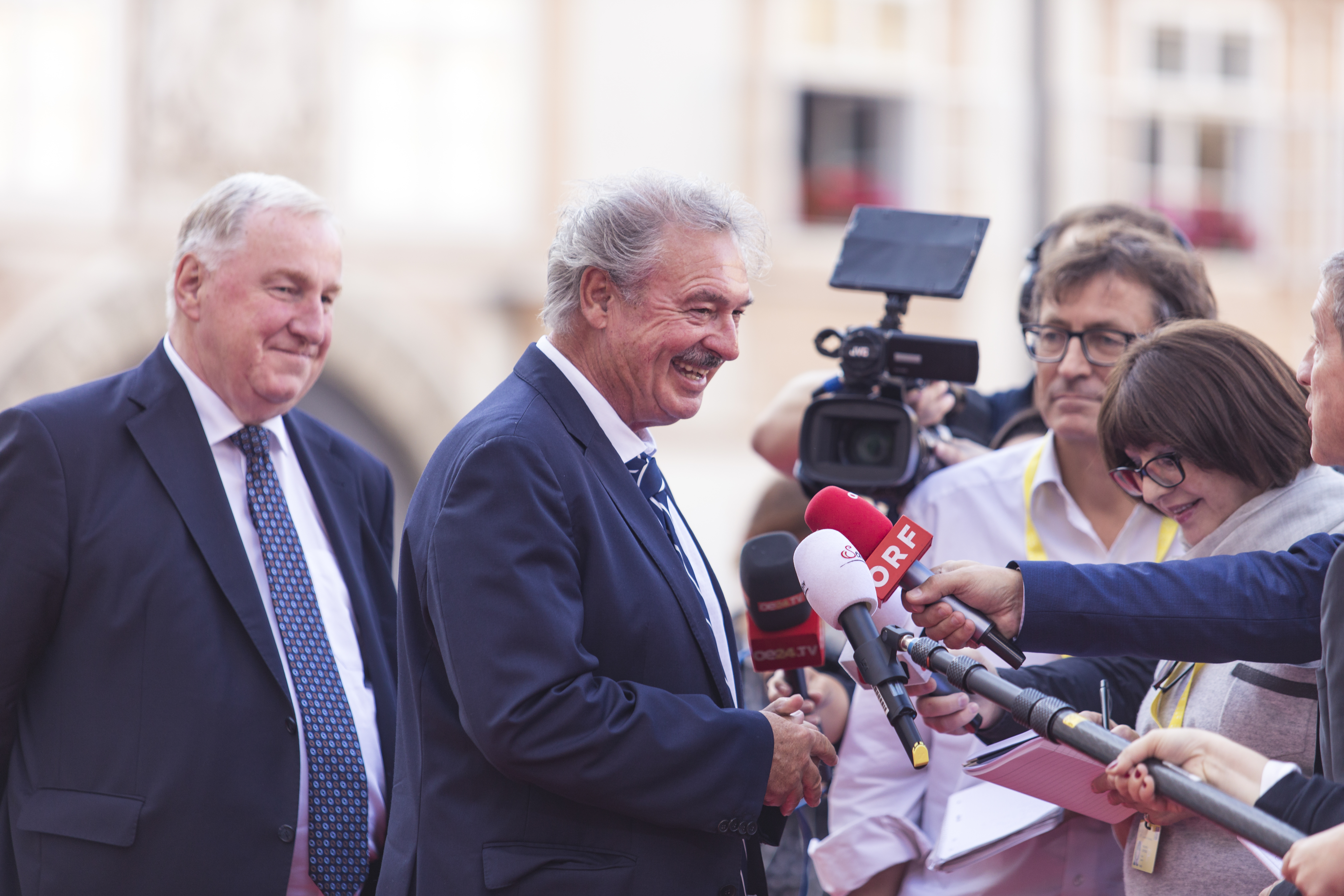
Karl-Heinz Lambertz mit Jean Asselborn (2018)

Im Ersten Weltkrieg wurden sowohl das neutrale Luxemburg als auch Belgien von Deutschland besetzt. Nach Kriegsende löste Luxemburg 1919 seine Zollunion mit dem Deutschen Reich und suchte die Anbindung an Belgien. 1921 unterzeichneten beide Länder die Belgisch-Luxemburgische Wirtschaftsunion (Union Économique Belgo-Luxembourgeoise, UEBL), die einen gemeinsamen Binnenmarkt und eine Währungsunion begründete. Der Belgische Franken war ein offizielles Zahlungsmittel in Luxemburg und der Luxemburgische Franc wurde auch in Belgien akzeptiert, was für 80 Jahre bis zur Einführung des Euro 2002 galt. Im Zweiten Weltkrieg wurden Belgien und Luxemburg erneut von deutschen Truppen besetzt; beide Regierungen gingen ins Exil. Noch während des Krieges einigten sich die Nachbarn zusammen mit den Niederlanden auf eine Zollunion („Benelux“), die 1944 in London vereinbart und 1948 in Kraft gesetzt wurde. In der Nachkriegszeit entwickelten sie ihre Kooperation weiter und gehörten 1952 zu den sechs Gründungsstaaten der Europäischen Gemeinschaft für Kohle und Stahl sowie 1958 der Europäischen Wirtschaftsgemeinschaft. Ihre frühzeitige wirtschaftliche Integration in der UEBL galt als pionierhafter Vorläufer der europäischen Einigung und als Keimzelle des europäischen Binnenmarkts. 1960 trat der Benelux-Vertrag in Kraft, welcher eine vollständige Wirtschaftsunion zwischen allen drei Benelux-Ländern begründete und das Benelux-Abkommen von 1932 ablöste. Das Schengener Abkommen schaffte 1985 alle Grenzkontrollen zwischen den Benelux-Staaten, Frankreich und Deutschland ab und wurde später auf weitere europäische Länder erweitert. Beide Länder kooperierten heute eng im Rahmen der Europäischen Union und der NATO. Seit 2011 werden jährliche Ministertreffen zwischen beiden Ländern im Ort Gaichel abgehalten und es kommt regelmäßig zu Staatsbesuchen zwischen beiden Ländern. 2012 trat ein überarbeiteter Benelux-Vertrag in Kraft.

## Wirtschaftsbeziehungen
Die wirtschaftlichen Beziehungen zwischen Belgien und Luxemburg sind traditionell äußerst eng. Ein Grundpfeiler ist die Belgisch-Luxemburgische Wirtschaftsunion (UEBL) von 1921, die seither mehrfach erneuert wurde (zuletzt 2022) und bis heute als Fundament der bilateralen Wirtschaftskooperation dient. Im Rahmen der UEBL stimmen beide Länder ihre Finanz-, Handels- und Währungspolitik eng aufeinander ab. So können Luxemburger Bürger in Ländern ohne eigene Botschaft konsularische Hilfe durch belgische Vertretungen erhalten – ein einzigartiges Arrangement, das auf die UEBL zurückgeht. Belgien und Luxemburg verfügen über einen gemeinsamen Binnenmarkt mit freiem Waren- und Kapitalverkehr; schon lange vor der EU-Einheitswährung hatten sie mit dem gemeinsamen Franken eine Währungsunion geschaffen. Beide Staaten gehören zu den wichtigsten Handelspartnern in der Großregion. Zahlreiche belgische Unternehmen sind in Luxemburg tätig, und umgekehrt werden luxemburgische Firmen oft von Belgiern geleitet. Täglich pendelten 2023 rund 48.000 belgische Arbeitnehmer zur Arbeit nach Luxemburg, was die enge Verflechtung der Arbeitsmärkte widerspiegelt. Auch Hochschulabschlüsse werden seit 2015 grenzüberschreitend anerkannt.

## Kulturbeziehungen
Die kulturellen Beziehungen zwischen Belgien und Luxemburg sind von gemeinsamen Traditionen, dynastischen Verbindungen und engem Personenaustausch geprägt. Beide Nachbarländer teilen Sprachräume – Französisch ist in Belgien und Luxemburg Amtssprache, und auch Deutsch wird in Luxemburg sowie in Belgiens Osten gesprochen – was den kulturellen Dialog erleichtert. Die dynastischen Bande der Monarchien stärken die besondere Nähe: 1953 heiratete Großherzog Jean die belgische Prinzessin Joséphine-Charlotte, die älteste Tochter König Leopolds III.  Auch die Vermählung des luxemburgischen Erbgroßherzogs Guillaume mit der belgischen Gräfin Stéphanie de Lannoy im Oktober 2012 galt als symbolträchtiges Ereignis für beide Länder. Enge familiäre Beziehungen zwischen den Königshäusern und vielen Bürgern beider Staaten festigen das gegenseitige Vertrauen. So leben 2018 etwa 20.000 belgische Staatsbürger in Luxemburg, während umgekehrt zahlreiche Luxemburger beruflich und privat in Belgien engagiert sind. Luxemburger besuchen zudem gerne belgische Strände während viele Belgier in luxemburgischen Wäldern wanden gehen.

## Diplomatische Standorte
- Belgien hat eine Botschaft in Luxemburg-Stadt.
- Luxemburg hat eine Botschaft in Brüssel.

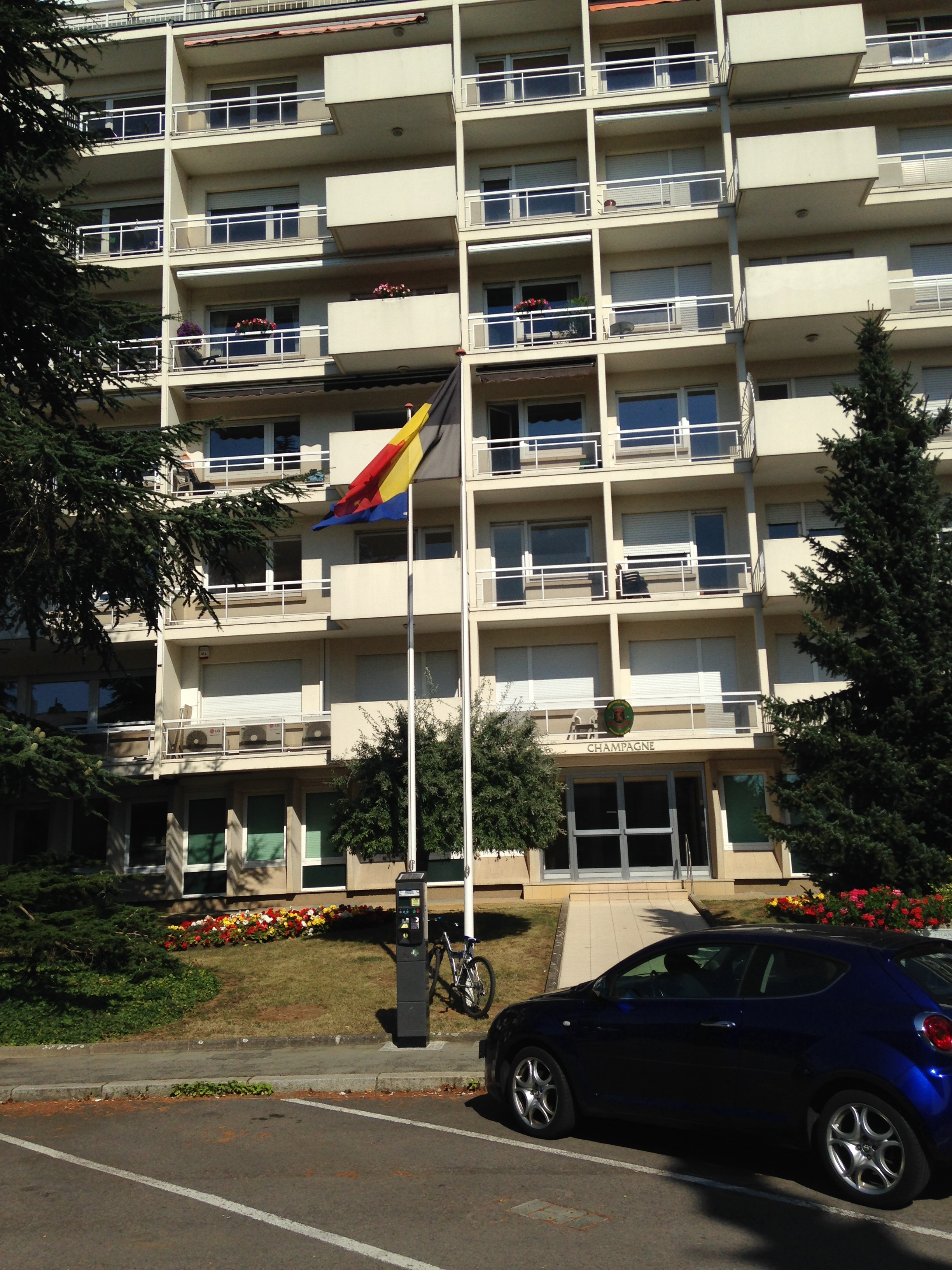
Belgische Botschaft in Luxemburg
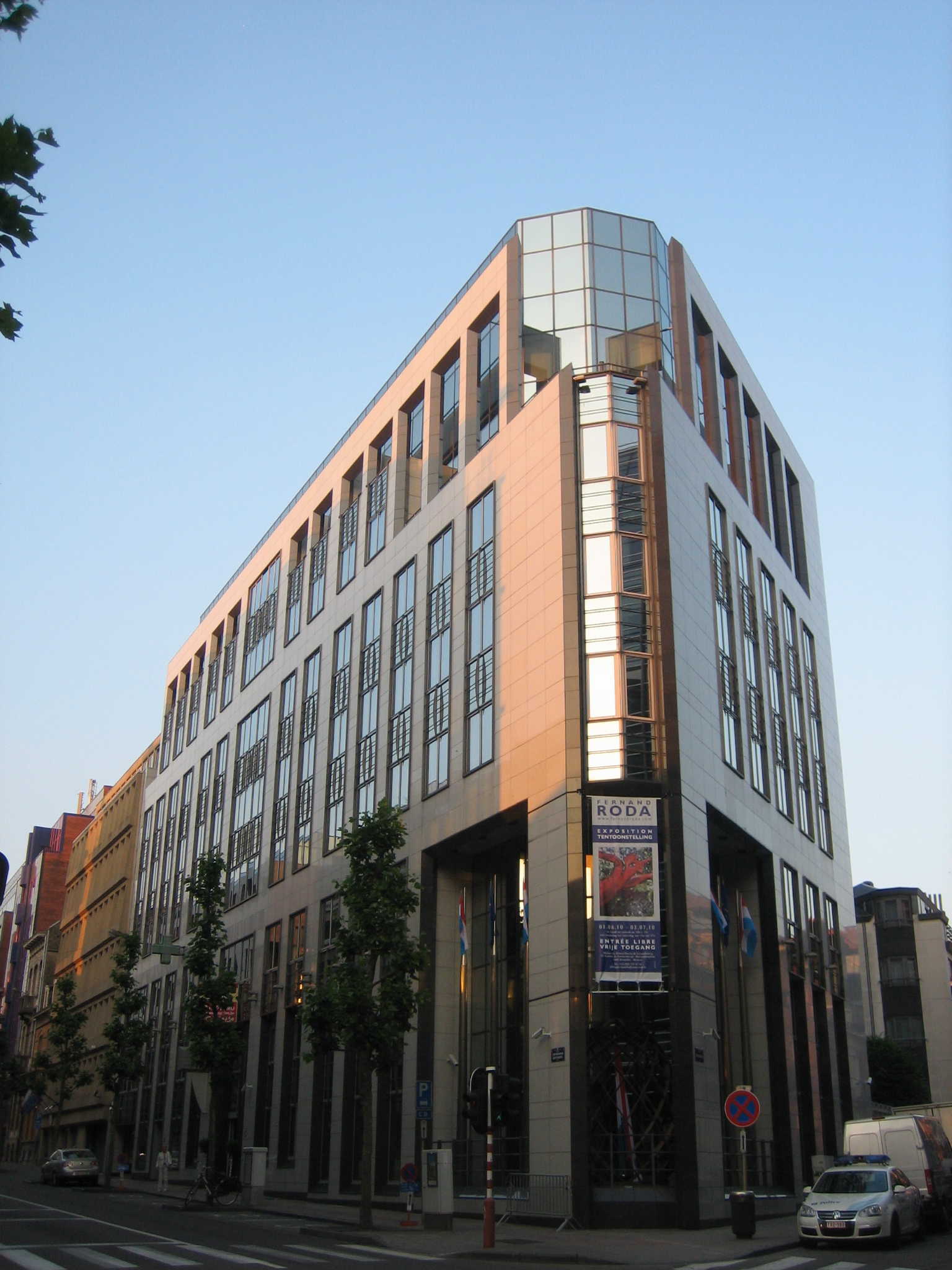
Luxemburgische Botschaft in Brüssel